# Sido Makmur (Teramang Jaya)
Sido Makmur is een bestuurslaag in het regentschap Muko-Muko van de provincie Bengkulu, Indonesië. Sido Makmur telt 878 inwoners (volkstelling 2010).